# هرم سلسله‌مراتب نیازهای مزلو
هرم سلسله‌مراتب نیازهای مَازلو یا به‌طور خلاصه هرم مَزلو، نظریهٔ آبراهام مزلو روانشناس انسانگرای آمریکایی، در مورد نیازهای اساسی انسان است. این نظریه در میان بینش‌های حاصل از جنبش روابط انسانی در روانشناسی مقارن با دوران رکود اقتصادی بزرگ غرب از اهمیت ویژه برخوردار است و نظریه‌ای بنیادین محسوب می‌شود. این نظریه از نظریه‌های محتوایی در مورد انگیزش به‌شمار می‌آید. نظریه‌های محتوایی چیستی رفتارهای برانگیخته را شرح می‌دهند و به‌طور عمده با آنچه در درون فرد یا محیطش می‌گذرد و به رفتار فرد نیرو بخشیده سروکار دارد؛ این نظریه در مدیریت نیز کاربرد پیدا کرده و به مدیر نسبت به نیازهای کارکنانش بینش می‌دهند و به او کمک می‌کنند تا بداند کارکنان به چه چیزهایی به عنوان پاداش کار یا ارضاکننده بها می‌دهند؛ درحالی‌که نظریه‌های فراگردی چگونگی و چرایی برانگیختگی افراد را توصیف می‌کنند.
به اعتقاد مزلو نیازهای آدمی از یک سلسله‌مراتب برخوردارند که رفتار افراد در لحظات خاص تحت تأثیر شدیدترین نیاز قرار می‌گیرد.
هنگامی که ارضای نیازها آغاز می‌شود، تغییری که در انگیزش فرد رخ خواهد داد بدین گونه است که به جای نیازهای قبل، سطح دیگری از نیاز، اهمیت یافته و محرک رفتار خواهد شد. نیازها به همین ترتیب تا پایان سلسله‌مراتب نیازها اوج گرفته و پس از ارضاء، فروکش کرده و نوبت به دیگری می‌سپارند.
در سال ۱۹۴۳ به عنوان نظریهٔ رشد آدمی نوشته شد.

## نیازهای انسانها

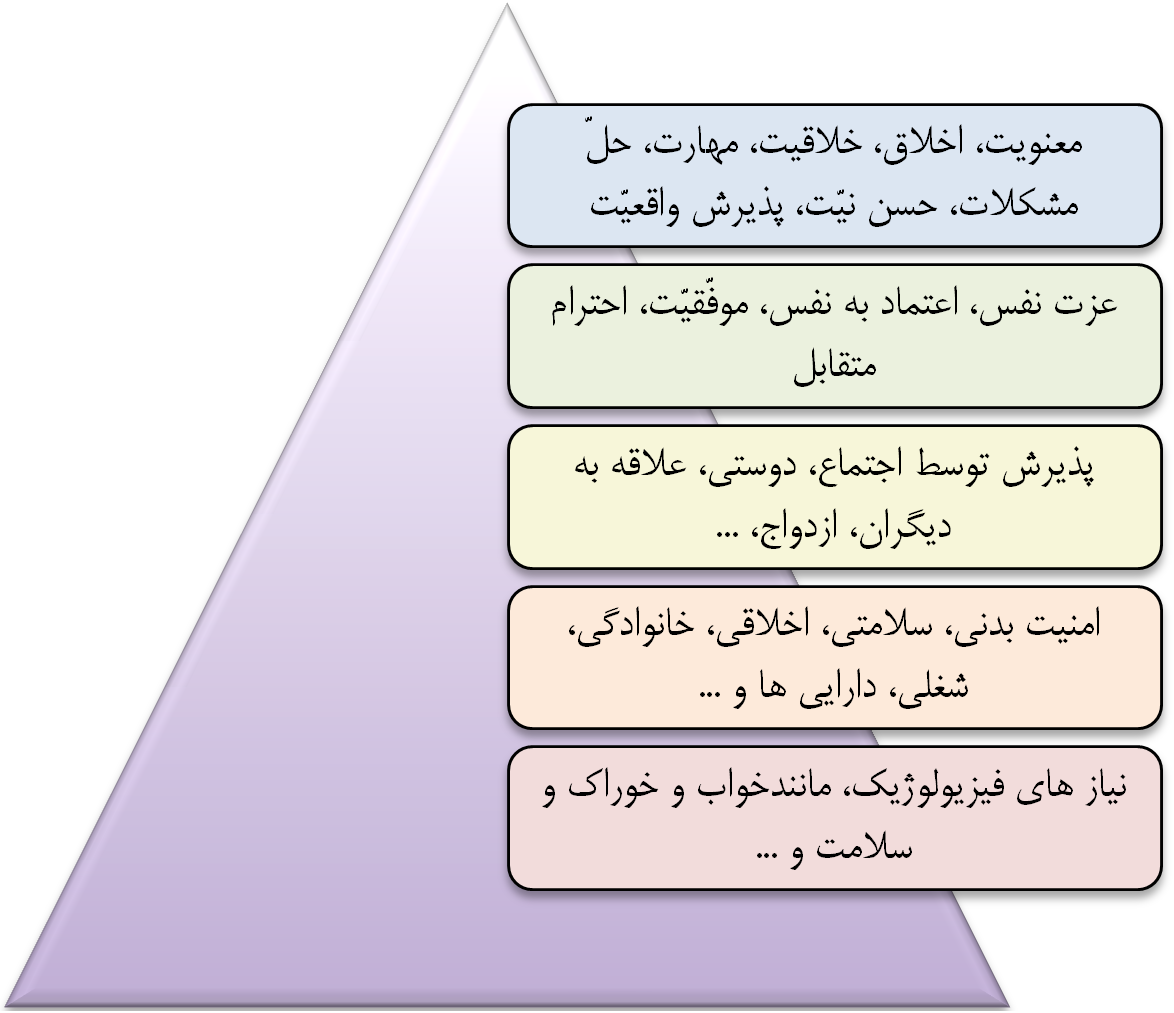
هرم مازلو

در این نظریه، نیازهای آدمی در هفت طبقه قرار داده شده است اما برای استفاده بهتر و کاربردی تر در مدیریت در پنج طبقه قرار داده شده‌اند که به ترتیب عبارتند از:
1. نیازهای زیستی: نیازهای زیستی اولین سازندگان سلسله‌مراتب هستند و تا زمانیکه قدری ارضا گردند، بیشترین تأثیر را بر رفتار فرد دارند. نیازهای زیستی نیازهای آدمی برای حیات خودند؛ یعنی: خوراک، پوشاک و مسکن و سکس و خواب. تا زمانی که نیازهای اساسی برای فعالیت‌های بدن به حد کافی ارضاء نشده‌اند، عمده فعالیت‌های شخص احتمالاً در این سطح بوده و بقیه نیازها انگیزش کمی ایجاد خواهد کرد؛
2. نیازهای امنیتی: نیاز به رهایی از وحشت، تأمین جانی و عدم محرومیت از نیازهای اساسی است؛ به عبارت دیگر نیاز به حفاظت از خود در زمان حال و آینده را شامل می‌شود؛
3. نیازهای اجتماعی: یا احساس تعلق و محبت؛ انسان موجودی اجتماعی است و هنگامی که نیازهای اجتماعی اوج می‌گیرد، آدمی برای روابط معنی‌دار با دیگران، سخت می‌کوشد؛
4. احترام: این احترام قبل از هر چیز نسبت به خود است و سپس قدر و منزلتی که توسط دیگران برای فرد حاصل می‌شود. اگر آدمیان نتوانند نیاز خود به احترام را از طریق رفتار سازنده برآورند، در این حالت ممکن است فرد برای نیاز جلب توجه و مطرح شدن، به رفتار خرابکارانه یا نسنجیده متوسل شود؛
5. خودشکوفایی و خودانگیزشی: یعنی شکوفا کردن تمامی استعدادهای پنهان آدمی؛ حال این استعدادها هر چه می‌خواهد باشد. همان‌طور که مزلو بیان می‌دارد: «آنچه آنسان می‌تواند باشد، باید بشود».[۲]

نیازهای مذکور در سازمان به صورت پرداخت حقوق و مزایا و امکانات رفاهی، ایجاد امنیت شغلی و مقررات حمایتی، تشکیل گروه‌های رسمی و غیررسمی در محیط کار، قائل شدن حرمت برای فرد و کار او در مراتب مختلف سازمان و ایجاد امکانات برای شکوفایی توانایی بالقوه افراد ارضا می‌شود. به طبقه‌بندی مذکور دو نیاز «دانش‌اندوزی و شناخت و درک پدیده‌ها» و «نیاز به زیبایی و نظم» نیز اضافه شده‌است؛ که قبل از نیاز به خود شکوفایی قرار می‌گیرند. اگرچه نظریهٔ سلسله‌مراتب نیازها مستقیماً برای انگیزش کاری طراحی نشده‌است، اما می‌توان نتیجه گرفت که با ارضای این نیازها، برای فرد، انگیزه به کار در سازمان ایجاد خواهد شد.